# Wehener Wand und Rentmauer Wiesbaden
Wehener Wand und Rentmauer Wiesbaden ist ein Naturschutzgebiet im Norden der hessischen Landeshauptstadt Wiesbaden.

## Lage
Wehener Wand und Rentmauer sind der nördliche und südliche Abhang eines namenlosen Berges (493,5 m) im Wiesbadener Hochtaunus südlich des Taunushauptkamms zwischen Platte und Bleidenstadter Kopf. Der nördliche Abhang, früher auch Weher Wand, gehört zum Taunussteiner Ortsteil Wehen, die Rentmauer zum Wiesbadener Ortsbezirk Nordost. Das Schutzgebiet befindet sich weitgehend auf der südlichen Seite des Berges und reicht bis in das Tal des Kesselbachs sowie zur denkmalgeschützten Fischzucht. Es gehört zur naturräumlichen Haupteinheitengruppe Taunus (Nr. 30) und in der Haupteinheit Hoher Taunus (301) zur Untereinheit Wiesbadener Hochtaunus (301.2).
Laut der im Staatsanzeiger für das Land Hessen veröffentlichten Verordnung liegen Teile der Flächen in der Gemarkung des Taunussteiner Stadtteils Wehen, in der dort sowie im Natureg-Viewer veröffentlichten Karte liegt das Gebiet hingegen vollständig auf dem Gebiet der Stadt Wiesbaden.

## Naturschutz
Das 149 Hektar große Naturschutzgebiet wurde im Jahr 2023 eingerichtet. Es schützt einen durch hohe Anteile älterer Buchenbestände geprägten, im Eigentum von Hessen-Forst befindlichen Laubmischwald mit seinen charakteristischen
Tier- und Pflanzenarten. Die „unbeeinflusste natürliche Dynamik des Waldökosystems mit ihren Zusammenbruchs- und Pionierphasen und der dazugehörigen standortheimischen Fauna und Flora“ soll gesichert werden. Das Naturschutzgebiet gehört zudem zum FFH-Gebiet Buchenwälder nördlich von Wiesbaden und zum Landschaftsschutzgebiet Stadt Wiesbaden, das den größten Teil der unbebauten Fläche Wiesbadens umfasst.